# Lakhsas
Lakhsas (en àrab لخصاص, Laẖṣāṣ; en amazic ⵍⴰⵅⵙⴰⵙ) és un municipi de la província de Sidi Ifni, a la regió de Guelmim-Oued Noun, al Marroc. Segons el cens de 2014 tenia una població total de 4.729 persones. Fins 2009 va formar part de la província de Tiznit.